# Genlisea subglabra
Genlisea subglabra là một loài thực vật có hoa thuộc chi Genlisea, là loài bản địa của châu Phi.